# آب‌انبار دوقلوی محمدیه
آب‌انبار دوقلوی محمدیه مربوط به دوره قاجار است و در نائین، محمدیه، محله میدان بالا، روبروی مسجدوحسینیه محمدیه واقع شده و این اثر در تاریخ ۲۴ اسفند ۱۳۸۳ با شمارهٔ ثبت ۱۱۵۶۱ به‌عنوان یکی از آثار ملی ایران به ثبت رسیده است.